# Список памятников Рязани

Список памятников Рязани включает в себя памятники, бюсты, знаки, стелы, мемориалы, малые архитектурные формы, композиции и модели, установленные на территории города.

## Памятники известным людям
| Фото | Год установки         | Название                                                     | Авторы                                                                  | Местоположение |
| ---- | --------------------- | ------------------------------------------------------------ | ----------------------------------------------------------------------- | --- |
|      | 2 октября 1975 года   | Памятник Сергею Есенину                                      | Скульптор — А. П. Кибальников                                           | Спасския Яр, Трубежная набережная                                                                                        |
|      | 23 мая 1958 года      | Памятник-бюст Сергею Есенину                                 | Скульптор — И. Г. Онищенко                                              | Музей-заповедник С. А. Есенина в Константинове (До 2014 года располагался в фойе Рязанской филармонии)                   |
|      | Октябрь 1975 года     | Памятник-бюст Сергею Есенину                                 | Скульптор — А. П. Усаченко, архитектор — Н. Н. Истомин                  | Верхний городской сад (до 1 октября 1995 года располагался в Музее-заповеднике С. А. Есенина в Константинове)            |
|      | 18 сентября 1982 года | Памятник К. Э. Циолковскому                                  | Скульптор — О. К. Комов, архитектор — Н. И. Комова                      | Начало улицы Циолковского, неподалёку от театра Драмы                                                                    |
|      | 1 октября 1949 года   | Памятник академику И. П. Павлову                             | Скульптор — М. Г. Манизер, архитектор — А. А. Дзержкович                | Гостиная площадь перед Рязанской филармонией                                                                             |
|      | 27 сентября 2019 года | Памятник академику И. П. Павлову                             | Скульптор — Р. А. Лысенина                                              | На территории сквера химического корпуса Рязанского медицинского университета                                            |
|      | 22 апреля 1957 года   | Памятник В. И. Ленину                                        | Скульптор — М. Г. Манизер, архитектор — Е. И. Рогожин                   | Площадь Ленина |
|      | 1 мая 1937 года       | Памятник В. И. Ленину                                        | Скульптор — Г. Д. Алексеев                                              | Монастырская площадь в Солотче (До 1957 года располагался на месте современного памятника Ленину на одноимённой площади) |
|      | 1958 год              | Памятник М. А. Ульяновой и Володе Ульянову                   |                                                                         | Верхний городской сад |
|      | 1949 год              | Памятник Н. Г. Чернышевскому                                 | Скульптор — А. П. Кибальников                                           | Улица Чернышевского |
|      | 1957 год              | Памятник А. С. Пушкину                                       | Скульптор — А. М. Ненашева                                              | Парк Дворца детского творчества на улице Есенина                                                                         |
|      | 24 декабря 1970 года  | Памятник Ф. А. Полетаеву                                     | Скульптор — В. Е. Цигаль, архитектор — Л. Г. Голубовский                | Сквер на пересечении улиц Полетаева и Гагарина                                                                           |
|      | 8 августа 1981 года   | Памятник Г. К. Петрову                                       | Скульптор — Л. Е. Кербель, архитекторы — Г. Г. Лебедев и Н. И. Сидоркин | Первомайский проспект, сквер у остановки «Дом Художника»                                                                 |
|      | 7 января 1984 года    | Памятник-бюст В. Ф. Уткину                                   | Скульптор — К. И. Чеканёв, архитектор — А. И. Супонин                   | Сквер имени Уткина на улице Циолковского                                                                                 |
|      | 7 мая 1985 года       | Памятник-бюст В. А. Молодцову                                | Скульптор — А. П. Усаченко, архитектор — Н. Н. Истомин                  | Площадь Молодцова, напротив Дворца культуры «Приокский»                                                                  |
|      | 6 мая 2005 года       | Памятник Георгию Победоносцу                                 | Скульптор — В. М. Клыков                                                | Московское шоссе, площадь перед Дворцом торжеств                                                                         |
|      | 18 октября 2007 года  | Памятник Евпатию Коловрату                                   | Скульптор — О. Н. Седов                                                 | Почтовая площадь, перед зданием рязанского Главпочтамта                                                                  |
|      | 28 октября 2007 года  | Памятник князю Олегу Рязанскому                              | Скульптор — З. К. Церетели                                              | Соборная площадь, |
|      | 1995 год              | Памятник-бюст М. Д. Скобелеву                                | Скульптор — Б. С. Горбунов, архитектор — В. Л. Сытых                    | Скобелевский сквер на улице Новосёлов                                                                                    |
|      | 7 сентября 1995 года  | Памятник-бюст А. С. Попову                                   |                                                                         | Перед главным корпусом Рязанского радиотехнического университета                                                         |
|      | 22 мая 2006 года      | Памятник Николаю Чудотворцу                                  | Скульптор — Р. А. Лысенина, композиционное решение — Г. В. Потоцкий     | Солотча, рядом с Казанской церковью                                                                                      |
|      | 22 октября 2007 года  | Памятник-бюст П. А. Костычеву                                |                                                                         | Перед главным корпусом Рязанского агротехнологического университета                                                      |
|      | 11 апреля 2008 года   | Памятник-бюст М. Е. Салтыкову-Щедрину                        | Скульптор — И. И. Черапкин                                              | Улица Николодворянская                                                                                                   |
|      | 17 сентября 2010 года | Памятник-бюст А. В. Белякову                                 | Скульптор — А. П. Усаченко, архитектор — Н. Н. Истомин                  | Аллея на улице Белякова                                                                                                  |
|      | 11 июня 2011 года     | Памятник-бюст В. В. Аксёнову                                 | Скульпторы — Василий и Полина Горбуновы                                 | Сквер имени Уткина на улице Циолковского                                                                                 |
|      | 25 сентября 2011 года | Памятник Святителю Василию, епископу Рязанскому и Муромскому | Скульптор — А. Гаргалоян                                                | Улица Малиновая |
|      | 6 мая 2013 года       | Памятник В. Ф. Маргелову                                     | Скульпторы — Б. С. Горбунов и А. С. Кубасов                             | Сквер на площади Маргелова                                                                                               |
|      | 27 декабря 2017 года  | Памятник-бюст В. Ф. Маргелову                                |                                                                         | На территории главного кампуса Рязанского воздушно-десантного училища                                                    |
|      | 10 ноября 2018 года   | Памятник В. Ф. Маргелову                                     |                                                                         | Аллея Героев Рязанского воздушно-десантного училища                                                                      |
|      | Ранее 2012 года       | Стела-памятник В. Ф. Маргелову                               |                                                                         | На территории главного кампуса Рязанского воздушно-десантного училища                                                    |
|      | 29 апреля 2013 года   | Памятник Н. Н. Чумаковой                                     | Скульптор — Б. С. Горбунов, архитектор — М. А. Журавлёв                 | Первомайский проспект, перед входом в библиотеку имени С. А. Есенина                                                     |
|      | 14 ноября 2014 года   | Памятник А. В. Александрову                                  | Скульптор — А. М. Таратынов                                             | Сквер имени Александрова на улице Советской Армии                                                                        |
|      | 2014 год              | Памятник Е. Н. Каширину                                      | Скульптор — А. П. Усаченко                                              | Скорбященское кладбище                                                                                                   |
|      | 3 августа 2014 года   | Памятник-бюст П. П. Семёнову-Тян-Шанскому                    | Скульптор — Г. В. Потоцкий                                              | Верхний городской сад, аллея путешественников                                                                            |
|      | 29 июля 2016 года     | Памятник-бюст В. М. Головнину                                | Скульптор — Б. С. Горбунов                                              | Верхний городской сад, аллея путешественников                                                                            |
|      | 28 июля 2017 года     | Памятник-бюст А. П. Авинову                                  | Скульптор — О. Н. Седов                                                 | Верхний городской сад, аллея путешественников                                                                            |
|      | 4 июня 2018 года      | Памятник-бюст Л. А. Загоскину                                | Скульптор — О. Н. Седов                                                 | Верхний городской сад, аллея путешественников                                                                            |
|      | 12 октября 2022 года  | Памятник-бюст М. И. Венюкову                                 | Скульптор — Е. Ю. Шевченко                                              | Верхний городской сад, аллея путешественников                                                                            |
|      | 18 июля 2016 года     | Памятник Преподобному Сергию Радонежскому                    | Российское военно-историческое общество                                 | Соборный парк |
|      | 8 июля 2019 года      | Памятник святым благоверным князю Петру и княгине Февронии   | Скульпторы — Б. С. Горбунов и П. Б. Горбунова                           | Село Ласково неподалёку от Солотчи                                                                                       |

## Монументы и мемориалы
| Фото | Год установки                                                 | Название                                                                            | Авторы | Местоположение                                    |
| ---- | ------------------------------------------------------------- | ----------------------------------------------------------------------------------- | --- | ------------------------------------------------- |
|      | 7 ноября 1957 года                                            | Стела героям Гражданской войны                                                      | Архитектор — Н. И. Сидоркин | Соборный парк                                     |
|      | Сооружён в 1965—1985 годах, реконструирован в 2009—2010 годах | Монументальный комплекс в честь Победы в Великой Отечественной войне                | Скульптор — Б. С. Горбунов, архитекторы — Н. Н. Истомин и Н. И. Сидоркин | Площадь Победы                                    |
|      | 12 октября 1973 года                                          | Памятник-стела в честь Войска Польского                                             | Архитектор — Н. И. Сидоркин, скульптор — В. А. Агеев | Сквер на площади Маргелова                        |
|      | Сооружён в 1983 году, открыт 5 мая 1984 года                  | Памятник Советско-польскому братству по оружию                                      | Польские скульпторы — Бронислав Хромы, Станислав Хохула, Яцек Сарапту и Генрих Фудали, советские специалисты — архитектор Ю. Вознесенский и инженер-конструктор С. Хаджибаронов | Парк Советско-польского братства по оружию        |
|      | 1985 год                                                      | Мемориал на воинском кладбище                                                       | Скульптор — Б. С. Горбунов, архитекторы — Н. Н. Истомин, А. В. Буслаков и В. Л. Сытых                                                                                           | Мемориальный парк у Скорбященского кладбища       |
|      | 2000 год                                                      | Мемориал воинам-рязанцам, погибшим в локальных войнах                               | Архитектор — А. Н. Корольков | Сквер на площади Маргелова                        |
|      | 2005 год                                                      | Памятник духовному и боевому братству русского и армянского народов                 | Архитекторы — Н. Н. Истомин и А. В. Буслаков | Московское шоссе, Бульвар Победы                  |
|      | 25 апреля 2011 года                                           | Памятник жертвам Чернобыльской катастрофы                                           | Архитектор — В. И. Макаров | Сквер на площади имени 26-ти Бакинских комиссаров |
|      | 30 октября 2012 года                                          | Мемориальный комплекс жертвам войны и репрессий                                     | Скульптор — В. Б. Горбунов | Немецкое кладбище, улица Прижелезнодорожная       |
|      | 28 ноября 2013 года                                           | Памятный знак памяти воинам-рязанцам, участвовавшим в Отечественной войне 1812 года | Скульптор — Алексей Анисимов, архитектор — Анатолий Буслаков | Трубежная набережная, Соборный парк               |
|      | 8 ноября 2019 года                                            | Памятник погибшим сотрудникам и военнослужащим Росгвардии                           | Скульптор — А. А. Рожников | Парк Железнодорожников                            |
|      | 27 ноября 2020 года                                           | Мемориал землякам, отдавшим жизнь в локальных войнах                                | | Сысоевское кладбище                               |

## Техника
| Фото | Название                 | Год установки | Местоположение                             |
| ---- | ------------------------ | ------------- | ------------------------------------------ |
|      | Самолет-памятник Ту-16   | 1990 год      | Перекрёсток улиц Авиационная и Коняева     |
|      | Самолет-памятник Ту-22М3 |               | На территории 360 Авиаремонтного завода    |
|      | Танк Т-72                | 2020 год      | Парк Советско-польского братства по оружию |
|      | Танк Т-64                | 2020 год      | Парк Советско-польского братства по оружию |
|      | БРДМ-2                   | 2020 год      | Парк Советско-польского братства по оружию |
|      | БМП-1                    | 2020 год      | Парк Советско-польского братства по оружию |
|      | РСЗО «Град»              | 2020 год      | Парк Советско-польского братства по оружию |
|      | ЗУ 23-2                  | 2020 год      | Парк Советско-польского братства по оружию |
|      | 2СЗ «Акация»             | 2020 год      | Парк Советско-польского братства по оружию |

## Скульптура и малые формы
| Фото | Год установки | Название                                                                              | Авторы                                           | Местоположение                                                                           |
| ---- | ------------- | ------------------------------------------------------------------------------------- | ------------------------------------------------ | ---------------------------------------------------------------------------------------- |
|      | 1950-е годы   | Скульптура «Конституция 1936 года»                                                    |                                                  | Во дворе жилых домов на улице Братиславской                                              |
|      | 2012 год      | Скульптура «Черный кот»                                                               | Дизайн-студия «Творюки»                          | Перед фасадом здания Дворца Молодёжи                                                     |
|      | 2013 год      | Скульптура «Грибы с глазами»                                                          | Скульпторы — Полина Горбунова и Василий Горбунов | Нижний городской сад                                                                     |
|      | 2014 год      | Скульптура «Свинья-копилка»                                                           |                                                  | Сквер перед штаб-квартирой Прио-Внешторгбанка на улице Есенина                           |
|      | 2015 год      | Скульптура «Студенты» (Памятник Шурику и Лиде из фильма Леонида Гайдая "Операция «Ы») |                                                  | Сквер около главного здания Рязанского государственного университета имени С. А. Есенина |
|      | 2020 год      | Скульптура «Косопуз»                                                                  | Скульптор Николай Торхов                         | Сквер на улице Новослободской                                                            |
|      |               | Скульптура «Девушка с планшетом сидящая на скамейке»                                  |                                                  | ул. Мюнстерская, 2                                                                       |

## Мемориальные доски
| Фото | Год установки | Название                                       | Авторы                  | Местоположение       |
| ---- | ------------- | ---------------------------------------------- | ----------------------- | -------------------- |
|      | 2012 год      | Мемориальные доски воинам героям 1812—1945 гг. | Скульптор — О. Н. Седов | Лазаревское кладбище |